# Dingshan (sockenhuvudort i Kina, Jiangsu Sheng, lat 32,12, long 118,68)
Dingshan (kinesiska: 顶山, 顶山街道) är en sockenhuvudort i Kina. Den ligger i provinsen Jiangsu, i den östra delen av landet, omkring 12 kilometer nordväst om provinshuvudstaden Nanjing. Antalet invånare är 47 082. Befolkningen består av 22 097 kvinnor och 24 985 män. Barn under 15 år utgör 9,0 %, vuxna 15-64 år 79 %, och äldre över 65 år 10,0 %.
Runt Dingshan är det mycket tätbefolkat, med 1 956 invånare per kvadratkilometer. Närmaste större samhälle är Nanjing, 10,9 km sydost om Dingshan. Runt Dingshan är det i huvudsak tätbebyggt.
Genomsnittlig årsnederbörd är 1 291 millimeter. Den regnigaste månaden är juli, med i genomsnitt 289 mm nederbörd, och den torraste är december, med 32 mm nederbörd.